# Plaza 66
Plaza 66 (chiń. 恒隆广场; pinyin Hénglóng Guǎngchǎng) – wieżowiec w Szanghaju w Chinach. Jest to obecnie trzeci co do wysokości gmach w tym mieście, a najwyższy w dzielnicy Puxi. Mierzy 288 metrów wysokości i 66 pięter. Kolejne 3 piętra znajdują się pod powierzchnią ziemi. Zaprojektowany został przez: East China Architectural Design & Research Institute Co. Ltd., Frank C. Y. Feng Architects & Associates, Kohn Pedersen Fox Associates PC. Jego budowa rozpoczęła się w roku 1994, a zakończyła w 2001. Jest to gigantyczna, przeszklona wieża, która pełni funkcje biurowca, parkingu i obejmuje także centra handlowe. Ma on zostać połączony mostem powietrznym z Plaza 66 Tower 2.